# 伊斯蘭國西非省
伊斯蘭國西非省是非洲的一個恐怖組織，2016年從博科圣地分裂自立。

## 起源
2015年3月，博科聖地宣誓效忠中東恐怖組織伊斯蘭國，並改名為「伊斯蘭國西非省」。同月伊斯蘭國接受其效忠。2016年8月，伊斯蘭國任命阿布·穆薩布·巴納維為「伊斯蘭國西非省」事實上的領導人，但原博科聖地首領阿布巴卡爾·謝考拒絕接受。「伊斯蘭國西非省」此後分裂成巴納維的「伊斯蘭國西非省」派和謝考的「博科聖地」派。

## 近況

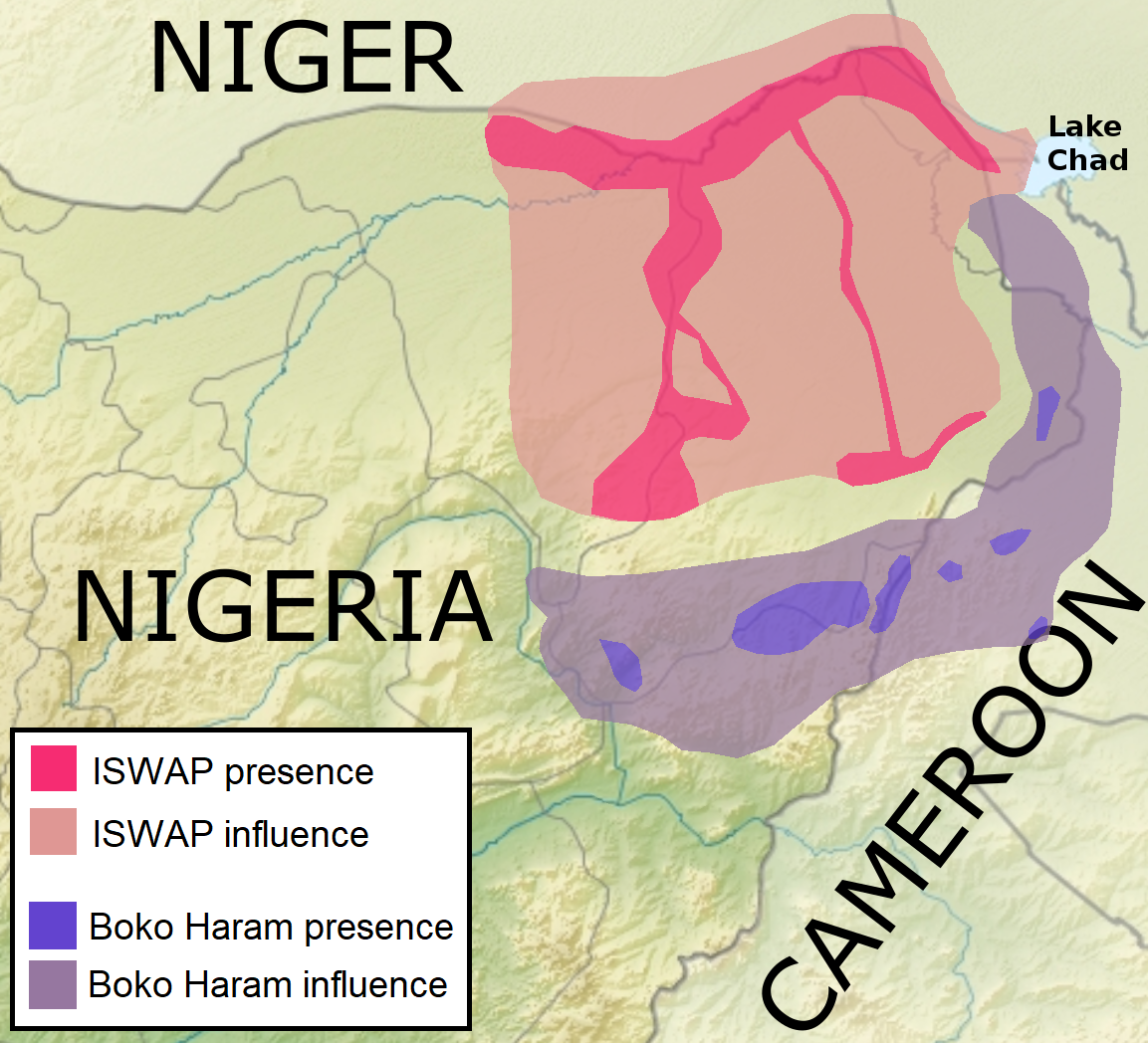
2019年初伊斯蘭國西非省和博科聖地在尼日利亞東北部及毗鄰地區的出沒範圍，紅/粉紅色是西非省，紫/淺紫色是博科聖地

截至2020年，「伊斯蘭國西非省」有約3500至5000名戰鬥人員。
2021年5月，在尼日利亞東北部桑比薩森林藏身的阿布巴卡爾·謝考被敵對的西非省武裝分子包圍，謝考不願投降，引爆炸彈自殺。
2021 年 10 月，Abu Musab al-Barnawi 据《每日信托日报》报道，他于 2021 年 8 月被杀。关于他死亡的各种说法流传开来，声称他要么被尼日利亚军队杀害，要么因此而被杀害。ISWAP 之间的权力斗争.
2021 年 12 月，法国军队宣布在尼日尔击毙了 2020 年 8 月在库雷保护区暗杀 6 名法国人道主义工作者及其尼日尔同伴的肇事者之一。 该男子被描述为 Soumana Boura L。确认他在尼日尔西部的戈贝尔古鲁和菲罗地区领导了数十名 EIGS 战士，是大撒哈拉伊斯兰国 (EIGS) 的成员。